# مامن کاماچو
مامن کاماچو (انگلیسی: Mamen Camacho؛ زاده ۱۶ دسامبر ۱۹۸۰) هنرپیشه اسپانیایی است که به خاطر نقش روزالیا اورتیز در مجموعه تلویزیونی شراب کهنه شناخته می‌شود.